# Langer Blaupfeil
Der Lange Blaupfeil (Orthetrum trinacria) ist eine Libellenart aus der Familie der Segellibellen (Libellulidae), die zu den Großlibellen (Anisoptera) gehört.

## Merkmale

### Bau der Imago
Der Lange Blaupfeil zählt mit einer Körperlänge von ca. 6,5 cm und Flügelspannweiten von über 7 cm zu den längsten Arten innerhalb der Familie Segellibellen. Weibchen sowie juvenile Männchen haben eine gelbe Grundfärbung. Die ersten drei Segmente des Hinterleibes (Abdomen) der Weibchen bilden eine blasenförmige Verdickung. Am Rücken befindet sich auf allen Abdomensegmenten ein durchgehender schwarzer Strich, welcher jeweils beim Übergang der Segmente durch senkrecht dazu verlaufende schwarze Bereiche mit der größtenteils schwarz gefärbten Unterseite verbunden wird. Auf dem achten und neunten Segment verschmelzen sämtliche schwarzen Bereiche, so dass jene komplett schwarz sind. Die Männchen sind zudem auf der Unterseite blau bestäubt. Auf dem ebenfalls gelben Prothorax befinden sich schwarze Zeichnungen. Die Beine sind am Schenkel (Femur) gelb mit einem schwarzen Strich auf der Außenseite. Die Schienen (Tibien) und die Füße (Tarsen) sind schwarz. Die Flügel sind durchsichtig. Von den Adern sind einige kleinere Äderchen und die Costalader gelblich. Das Flügelmal (Pterostigma) ist relativ groß und gelb. Die Membranula ist braun und an der Basis weißlich. Der Vertex und das Gesicht sind bei den Weibchen gelb, bei den Männchen hingegen schwarz und nur an der Spitze gelb. Das schwärzliche Occiput ist klein und vorgezogen. Hinten hat es einen gelben Fleck. Die Facettenaugen berühren sich fast, sind aber bei den männlichen Tieren etwas weiter auseinander als bei den weiblichen.

## Verbreitung
Der Lange Blaupfeil ist in erster Linie in Afrika und Kleinasien verbreitet. Innerhalb Europas expandiert die Art ihr Areal derzeit offensichtlich; es umfasst momentan die südwestliche Iberische Halbinsel sowie die Inseln Sizilien, Sardinien und Malta. Im Mittelmeerraum ist sie zudem noch auf Zypern zu finden.

## Wissenschaftliche Beschreibungen
Zuerst beschrieb 1841 Selys das Tier als Libellula trinacria. Der männliche Holotyp stammte aus Sizilien. Als Nächstes beschrieb Rambur im Jahre 1842 ein Weibchen aus Senegal als Libellula clathrata und ein Männchen aus Ägypten als Libellula bremii. Die Bezeichnung L. bremii rührt daher, dass Marquis de Brème die beschriebenen Männchen zur Verfügung stellte. Sowohl Selys' als auch Ramburs Exemplare befinden sich heute im Muséum national d’histoire naturelle in Paris. Selys war es auch, der bereits 1850 die Synonymität der drei Beschreibungen erkannte.